# Harmònic
|  | Si cerqueu altres usos, vegeu Harmònic (desambiguació). |

Els nodes d'una corda vibrant són harmònics

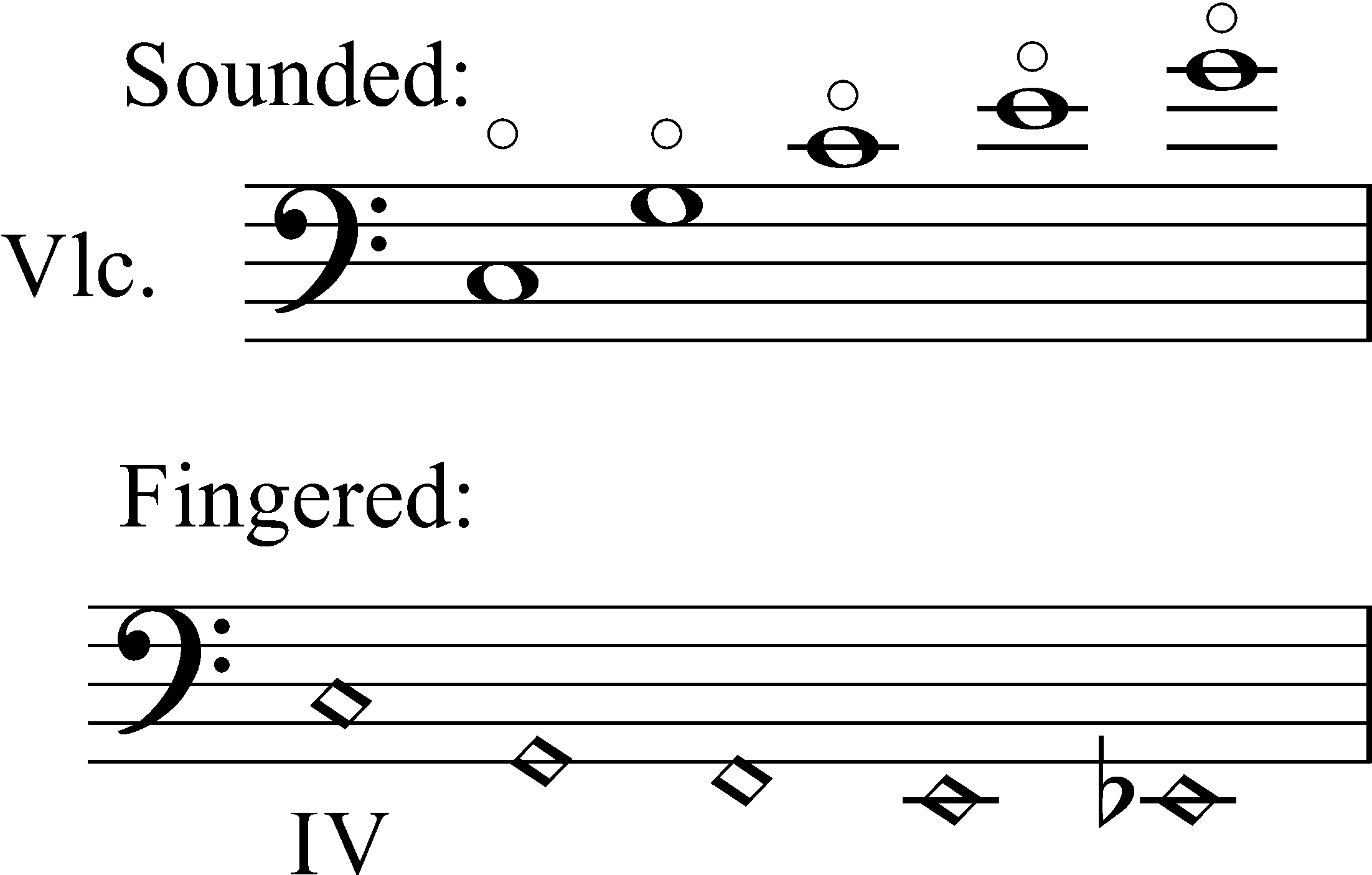
Dues notacions diferents dels harmònics naturals del violoncel. Primer com sonen (més corrent), després com arrpegiats (més fàcil de llegir

Un harmònic és qualsevol membre d'una sèrie harmònica. El terme s'utilitza en diverses disciplines, incloent-hi la música, la física, l'acústica, la transmissió de potència elèctrica, la tecnologia de ràdio i altres camps. Generalment s'aplica a senyals que es repeteixen, com ara un senyal sinusoidal. Un harmònic d'una ona és una ona amb una freqüència que és un nombre enter positiu de la freqüència de l'ona original, coneguda com a freqüència fonamental. L'ona original també s'anomena primer harmònic, els següents harmònics es coneixen com a harmònics superiors. Atès que tots els harmònics són periòdics amb la freqüència fonamental, la suma dels harmònics també és periòdica amb aquesta freqüència. Per exemple, si la freqüència fonamental és de 50 Hz, (una freqüència d'alimentació de CA, les freqüències dels tres primers harmònics superiors són 100Hz (2n harmònic), 150 Hz (3r harmònic), 200 Hz (4t harmònic) i qualsevol addició d'ones amb aquestes freqüències és periòdica amb la fonamental de 50 Hz.
| « | Un mode de característica "n" , per a n > 1, tindrà nodes que no vibrin. Per exemple, el tercer mode característic tindrà nodes a {\displaystyle {\tfrac {1}{3}}} L i {\displaystyle {\tfrac {2}{3}}} L , on L és la longitud de la corda. De fet, cada mode de característica "n" , perquè "n" no és un múltiple de 3, no ' tindrà nodes en aquests punts. Aquests altres modes característics vibraran en les posicions {\displaystyle {\tfrac {1}{3}}} L i {\displaystyle {\tfrac {2}{3}}} L . Si el músic toca suaument una d'aquestes posicions, aquests altres modes característics se suprimiran i, els harmònics tonals d'aquests altres modes característics se suprimiran també. En conseqüència, els harmònics tonals dels modes de característica "n" , on n és un múltiple de 3, es faran relativament més destacats. | » |

En música, els harmònics s'utilitzen en instruments de corda i en instruments de vent com a forma de produir el so típic de l'instrument, particularment per tocar notes més altes i, amb les cordes, obtenir notes que tinguin una qualitat de so o un “to de color” únic. A les cordes, els harmònics inclinats tenen un to “vidriós” i pur. En els instruments de corda, els harmònics es generen tocant (però sense prémer completament la corda) en un punt exacte de la corda mentre sona la pròpia corda (ploma, inclinació, etcètera); això permet que soni l'harmònic, un to sempre superior a la freqüència fonamental de la corda.

## Acústica
Els harmònics són els que generen el timbre característic d'una font de so (ja sigui una veu humana, un instrument musical, etcètera). Són els que permeten diferenciar un tipus d'instrument d'un altre, o reconèixer el timbre de la veu d'una persona.
Els harmònics més alts són inaudibles, i el que dona diferents timbres a diferents instruments és l'amplitud i la ubicació dels primers harmònics i els parcials. I les diferents trajectòries de les ones sonores de dos instruments tocant a l'uníson és el que permet a l'oient percebre'ls com dos instruments separats.
Per exemple, si dos instruments executessin la nota  do   3  (la tecla blanca central d'un piano), l'ona fonamental d'ambdós tindria la mateixa freqüència (en aquest exemple 264 Hz o cicles per segon). Els seus timbres són diferents perquè cada un produeix una alçada d'harmònics diferents.

### Sèrie d'harmònics
Quan s'executa una nota en un instrument musical es genera una ona de pressió d'aire. Aquesta ona sonora està acompanyada per una sèrie d'harmònics, que li donen a l'instrument el seu timbre particular. Cada harmònic d'aquesta sèrie té una amplitud (volum o força del so) diferent. Per exemple al clarinet són més forts els harmònics imparells (el 1r, el 3r, el 5è, el 7è, etc.).
A partir del cinquè harmònic, tots els harmònics imparells sonen lleugerament desafinats pel que fa al temperament igual (que és el sistema d'afinació d'ús estàndard en la fabricació d'instruments des del segle xix).

La sèrie d'harmònics de do.

Aquesta és la sèrie dels primers harmònics (que justament són els principals):
| Nombre de harmònic | Freqüència | Nota                                                     | Interval                                         |
| ------------------ | ---------- | -------------------------------------------------------- | ------------------------------------------------ |
| primer harmònic    | 66 Hz      | do 1 To fonamental (el primer do a l'esquerra del piano) |                                                  |

Taula d'harmònics.

| segon harmònic     | 132 Hz     | do 2                                                     | Octava                                           |
| tercer harmònic    | 198 Hz     | sol 2                                                    | Quinta justa                                     |
| quart harmònic     | 264Hz      | do 3                                                     | Octava                                           |
| cinquè harmònic    | 330 Hz     | mi 3                                                     | Tercera                                          |
| sisè harmònic      | 396 Hz     | sol 3                                                    | Quinta, una octava per sobre del 3r              |
| setè harmònic      | 462 Hz     | si b 3                                                   | Sèptima menor (molt desafinada)                  |
| vuitè harmònic     | 528 Hz     | do 4                                                     | Octava                                           |
| novè harmònic      | 594 Hz     | re 4                                                     | Segona, una quinta sobre el 6è                   |
| desè harmònic      | 660 Hz     | mi 4                                                     | Tercera, octava del 5è                           |
| onzè harmònic      | 726 Hz     | fa# 4                                                    | Quarta augmentada                                |
| dotzè harmònic     | 792 Hz     | sol 4                                                    | Quinta justa, una octava sobre el 6è             |
| tretzè harmònic    | 858 Hz     | la 4                                                     | Sexta gran (molt desafinada)                     |
| catorzè harmònic   | 924 Hz     | si b 4                                                   | Sèptima menor (molt desafinada, igual que el 7è) |
| quinzè harmònic    | 990 Hz     | si 4                                                     | Sèptima major, una quinta sobre el 10è           |
| setzè harmònic     | 1.056 Hz   | do 5                                                     | Octava                                           |

### Afinació amb harmònics
Els harmònics s'han utilitzat com a base dels diferents sistemes d'afinació com l'Afinació justa, o l'Afinació pitagòrica. S'usen per a l'afinació de tots els instruments musicals, prenent una nota com a referència (donada per un diapasó, per exemple) a partir de la qual, i amb relació a la sèrie d'harmònics, es poden afinar les altres, seguint les proporcions de l'Afinació desitjada.

### Parcials
Els sobretons les freqüències dels quals no són múltiples enters de la freqüència fonamental no s'anomenen harmònics sinó "parcials". A diferència dels instruments de vent i corda, els instruments de percussió acostumen a tenir espectres no harmònics. Entre ells, les campanes són dels que tenen parcials no harmònics més perceptibles.

## Electricitat
En sistemes elèctrics de corrent altern els harmònics són, igual que en acústica, freqüències múltiples de la freqüència fonamental de treball del sistema i l'amplitud va decreixent a mesura que augmenta el múltiple. En el cas de sistemes alimentats per la xarxa de 50 Hz, poden aparèixer harmònics de 100, 150, 200, etc Hz
Els components harmònics es defineixen (segons la Comissió Electrotècnica Internacional (IEC 60050)) com un component d'ordre superior a 1 de la sèrie de Fourier d'una quantitat periòdica [IEV 161-02-18].
Quan es parla dels harmònics a les instal·lacions d'energia, són els harmònics de corrent dels més preocupants, ja que són corrents que generen efectes negatius. És corrent treballar únicament amb valors corresponents a la distorsió harmònica total (THD).
http://www.leonardo-energy.org/espanol/?page_id=32 Arxivat 2010-01-02 a Wayback Machine. Tipus d'equips que generen harmònics:
- Fonts d'alimentació de funcionament commutat (SMPS)
- Estabilitzadors electrònics de dispositius d'il·luminació fluorescent
- Petites unitats de Sistemes d'Alimentació Ininterrompuda (SAI o UPS)
- En càrregues trifàsiques: motors de velocitat variable i grans unitats d'UPS[2]

Problemes produïts pels harmònics Arxivat 2010-01-02 a Wayback Machine.:
- Sobrecàrrega dels conductors neutres
- Sobreescalfament dels transformadors
- Trets intempestius dels interruptors automàtics
- Sobrecàrrega dels condensadors de correcció del factor de potència

Mètodes per reduir els harmònics Arxivat 2010-01-02 a Wayback Machine.:
- Filtres passius
- Transformadors d'aïllament
- Solucions actives[3]